# Шомонский виадук

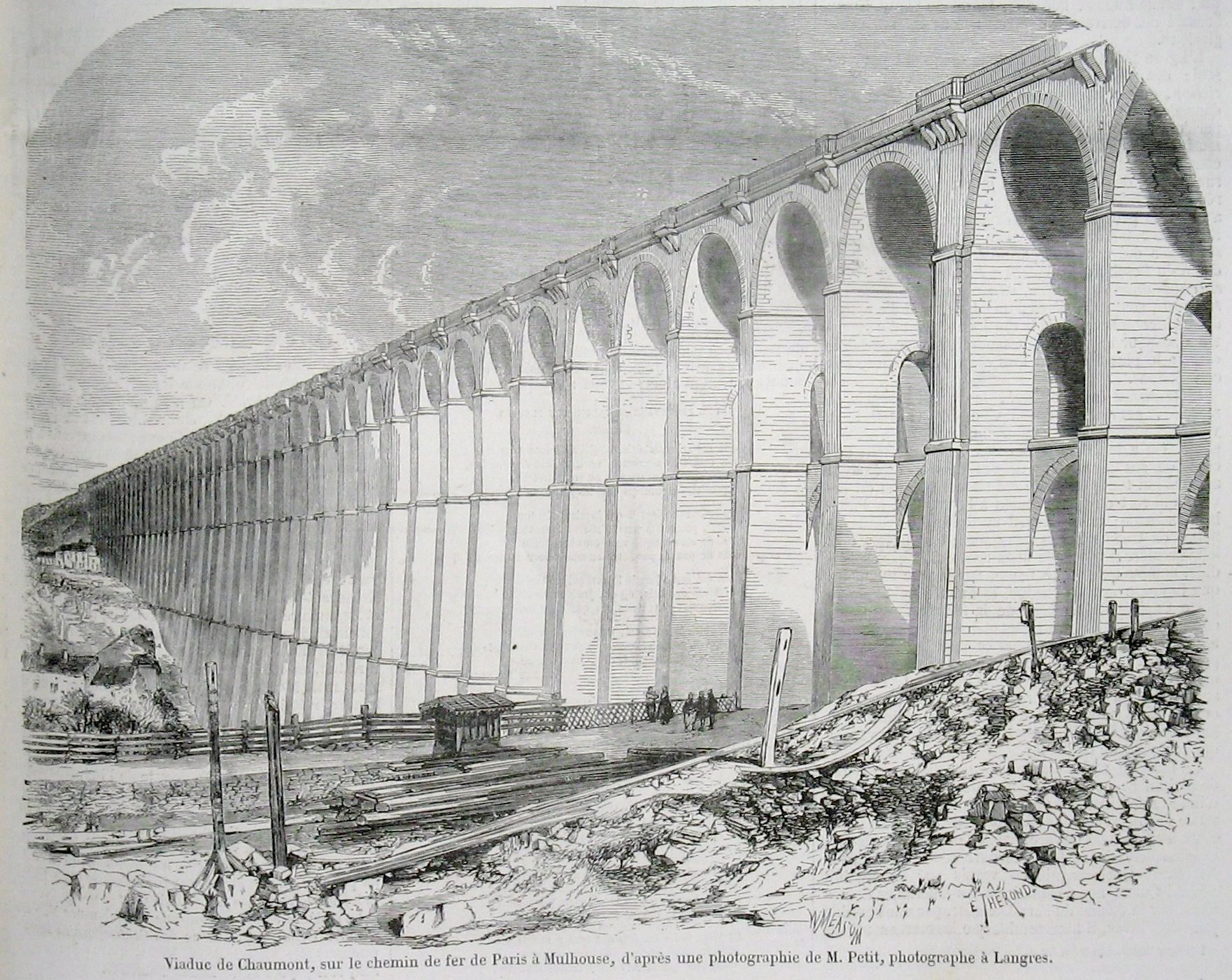
Шомонский виадук в 1857 году

Шомонский виадук (фр. Viaduc de Chaumont) — виадук во французском департаменте Марна Верхняя у города Шомон. Проходит над долиной реки Марна. По виадуку проходит железнодорожная ветка между Парижем и швейцарским городом Базель.
Построен всего за 15 месяцев в 1855—1856 годах. Под руководством архитектора Эжена Декомбля (Eugène Decomble) 2500 рабочих и 300 лошадей построили виадук из камня, общий объём которого оценивается в 60 тыс. м³. Имеет длину 600 м и высоту 52 м. Состоит из трёх уровней арок, количество которых в нижнем уровне составляет 25, в среднем — 49, а в верхнем — 50. По нижнему уровню проходит пешеходная дорожка.
31 августа 1944 года немецкие войска при отступлении взорвали четыре опоры виадука (45 м), которые в конце 1945 года были восстановлены из бетона и облицованы камнем. В 1960 году были выпущены почтовые марки с изображением Шомонского виадука.